# Hemiancistrus landoni
Hemiancistrus landoni är en fiskart som beskrevs av Eigenmann, 1916. Hemiancistrus landoni ingår i släktet Hemiancistrus och familjen Loricariidae. Inga underarter finns listade i Catalogue of Life.